# Ray Ferraro
Raymond Vincent „Ray“ Ferraro (* 23. August 1964 in Trail, British Columbia) ist ein ehemaliger kanadischer Eishockeyspieler italienischer Abstammung, der im Verlauf seiner aktiven Karriere zwischen 1981 und 2002 unter anderem 1326 Spiele für die Hartford Whalers, New York Islanders, New York Rangers, Los Angeles Kings, Atlanta Thrashers und St. Louis Blues in der National Hockey League auf der Position des Centers bestritten hat. Ferraro, der in der Saison 2001/02 der dritte Mannschaftskapitän in der Franchise-Geschichte der Atlanta Thrashers war, feierte seine größten Karriereerfolge im Trikot der kanadischen Nationalmannschaft mit den Silbermedaillengewinnen bei den Weltmeisterschaften 1989 und 1996.

## Karriere
Erst nachdem Ferraro im NHL Entry Draft 1982 von den Hartford Whalers in der fünften Runde als 88. ausgewählt wurde, ging er in die Western Hockey League zu den Portland Winter Hawks. Nach einer guten Saison wechselte er innerhalb der Liga zu den Brandon Wheat Kings, wo er beachtliche 108 Tore und 192 Scorerpunkte erreichte.
Die Whalers holten ihn zur Saison 1984/85 in ihren Kader. In dieser Saison pendelte er noch zwischen Farmteam und NHL. Ein Jahr später war er vollständig in der NHL angekommen und half mit 77 Punkten in 76 Spielen Hartford nach fünf Jahren Playoff-Abstinenz wieder in die Endrunde einzuziehen. Vier weitere Jahre zählte er zu den Stützen des Teams, bevor er kurz nach Beginn der Saison 1990/91 an die New York Islanders abgegeben wurde. Das zweite der fünf Jahre bei den Islanders war seine beste Saison, in der er mit je 40 Toren und Assists auf 80 Scorerpunkte kam. Im darauf folgenden Jahr verpasste er verletzungsbedingt die halbe Spielzeit.
Zur Saison 1995/96 wechselte er innerhalb New Yorks zu den Rangers, doch schon zur Trade Deadline kurz vor Saisonende verließ er Manhattan und ging zu den Los Angeles Kings. Auf drei mittelmäßige Jahre in LA folgten drei erfolgreiche Jahre mit den Atlanta Thrashers, die neu in die NHL aufgenommen worden waren. Hier war er in seiner letzten Saison auch Kapitän. Spät in der Saison 2001/02 wurde er an die St. Louis Blues abgegeben. Nach Saisonende beendete er im Alter von 37 Jahren seine aktive Laufbahn.
Seit seinem Karriereende arbeitete Ferraro als Eishockeyanalyst zunächst im Umfeld der Edmonton Oilers für verschiedene Fernsehsender. Seither ist er auch national in dieser Position gefragt.

### International
Auf internationaler Ebene vertrat Ferraro die kanadische Nationalmannschaft bei den Weltmeisterschaften 1989, 1992 und 1996. Dabei gewann er in den Jahren 1989 und 1996 jeweils die Silbermedaille. In insgesamt 23 WM-Spielen erzielte der Stürmer 13 Scorerpunkte.

## Erfolge und Auszeichnungen
| - 1982 BCJHL Topscorer - 1983 Memorial-Cup-Gewinn mit den Portland Winter Hawks - 1984 WHL East First All-Star Team | - 1984 Brownridge Trophy - 1984 WHL Player of the Year - 1992 Teilnahme am NHL All-Star Game |

### International
- 1989 Silbermedaille bei der Weltmeisterschaft
- 1996 Silbermedaille bei der Weltmeisterschaft

## Karrierestatistik

### International
Vertrat Kanada bei:
- Weltmeisterschaft 1989
- Weltmeisterschaft 1992
- Weltmeisterschaft 1996

(Legende zur Spielerstatistik: Sp oder GP = absolvierte Spiele; T oder G = erzielte Tore; V oder A = erzielte Assists; Pkt oder Pts = erzielte Scorerpunkte; SM oder PIM = erhaltene Strafminuten; +/− = Plus/Minus-Bilanz; PP = erzielte Überzahltore; SH = erzielte Unterzahltore; GW = erzielte Siegtore; 1 Play-downs/Relegation; Kursiv: Statistik nicht vollständig)

## Familie
Ferraro ist in zweiter Ehe mit Cammi Granato verheiratet, die selbst Eishockeyspielerin war und zu ihrer aktiven Zeit als eine der Besten der Welt galt. Durch die Heirat mit Granato ist er mit deren Bruder Tony Granato verschwägert.
Sein Sohn Landon aus erster Ehe ist ebenfalls professioneller Eishockeyspieler.